# Eugène Charles Catalan

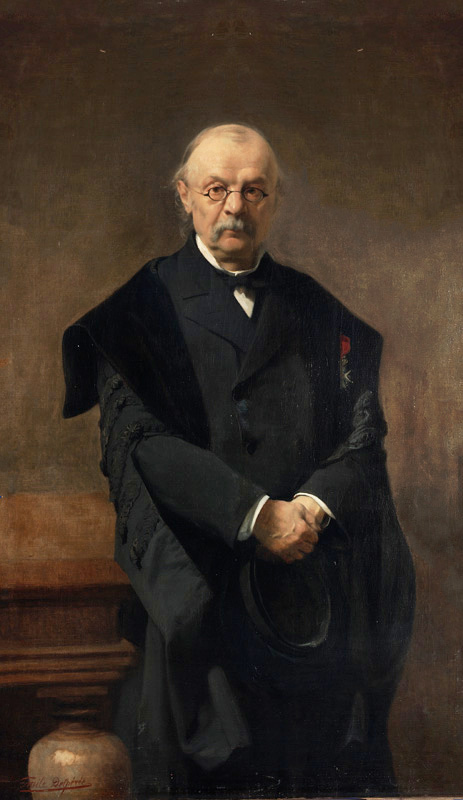
Eugène Charles Catalan

Eugène Charles Catalan (Brugge, 30 mei 1814 – Luik, 14 februari 1894) was een Belgische wiskundige, vooral actief in de getaltheorie. De catalan-getallen en de catalanlichamen zijn naar hem genoemd. Van hem is het vermoeden van Catalan.
Catalan had Franse ouders. Hij studeerde in Parijs en onderwees daar na 1835 aan verschillende instituten wiskunde. Op het ogenblik van de staatsgreep van Lodewijk Napoleon, de latere Napoleon III, op 2 december 1851 was Catalan repetitor aan de École polytechnique. Hij weigerde de eed van trouw aan het nieuwe regime en werd afgezet. Hij ging daarom naar België terug en werd in maart 1865 tot hoogleraar benoemd aan de Universiteit van Luik. Hij onderwees er, tot aan zijn emeritaat in 1884, de infinitesimaalrekening en de kansrekening.
- (fr)  Catalan

- Biblioteca Nacional de España: XX1719434
- Bibliothèque nationale de France: cb12392053w (data)
- Digitale Bibliotheek voor de Nederlandse Letteren: cata004
- Gemeinsame Normdatei: 117648809
- International Standard Name Identifier: 0000 0001 2128 5277
- Library of Congress Control Number: no2009018283
- Nationale Bibliotheek van Letland: 000351195
- Base Léonore: LH//448/55
- Mathematics Genealogy Project: 100550
- Bibliotheek van het Japanse parlement: 00652468
- Nationale Bibliotheek van Israël: 987007440017905171
- Nationale Bibliotheek van Polen: a0000002040119
- Nederlandse Thesaurus van Auteursnamen: 10404151X
- Système universitaire de documentation: 033009899
- Virtual International Authority File: 37699216
- WorldCat: E39PBJvhqhH6pWMK8DCrkhQjG3